# Pamela Wallace
Pour les articles homonymes, voir Wallace.
Pamela Wallace est une scénariste et écrivaine américaine née en 1949 à Exeter (Californie).

## Biographie
Pamela Wallace est notamment connue pour avoir participé au scénario de Witness, ce qui lui a valu un Oscar. Elle est aussi auteur de nombreux livres du genre romance.

## Filmographie
Sauf indication contraire, les informations mentionnées dans cette section peuvent être confirmées par la base de données cinématographiques IMDb,  présente dans la section « Liens externes ».

### Productrice

#### Cinéma
- 2014 : Holt Kills Randy de Jason Heath et Russell Griffith
- 2016 : The Deserted de Michael Baltazar

#### Télévision

##### Téléfilms
- 2006 : Last Chance Cafe de Jorge Montesi
- 2008 : Maman se marie ! (A Very Merry Daughter of the Bride) de Leslie Hope

### Scénariste

#### Cinéma
- 1985 : Witness de Peter Weir

#### Télévision

##### Série télévisée
- 1976 : Serpico (saison 1, épisode 3)

##### Téléfilms
- 1986 : L'inconnu de Florence (Love with a Perfect Stranger) de Desmond Davis
- 1987 : Dreams Lost, Dreams Found de Willi Patterson
- 1988 : Tears in the Rain (en) de Don Sharp
- 1990 : Le soulier magique (en) (If the Shoe Fits) de Tom Clegg
- 1992 : Relation dangereuse (A Murderous Affair: The Carolyn Warmus Story) de Martin Davidson
- 1996 : If These Walls Could Talk (segment 1952) de Nancy Savoca
- 1997 : Alibi de Andy Wolk
- 1997 : Deux Cœurs à louer (Borrowed Hearts) de Ted Kotcheff
- 2003 : À l'ombre des souvenirs (Straight from the Heart) de David S. Cass Sr.
- 2004 : Un amour de Noël (Single Santa seeks Mrs. Claus) de Harvey Frost
- 2005 : Un amour de Noël 2 (en) (Meet the Santas) de Harvey Frost
- 2006 : Toute une vie à aimer (Though None Go with Me) de Armand Mastroianni
- 2006 : Last Chance Cafe de Jorge Montesi
- 2007 : Le bonheur d'être aimé (en) (Love's Unending Legacy) de Mark Griffiths
- 2009 : D'une vie à l'autre (Living Out Loud) de Anne Wheeler
- 2010 : Lettres à un soldat (Meet My Mom) de Harvey Frost
- 2010 : Le Droit à l'amour (Class) de David S. Cass Sr.
- 2011 : Finding a Family de Mark Jean
- 2017 : At Home in Mitford de Gary Harvey
- 2022 : Color My World with Love de Peter Benson

## Récompenses
- Oscars du cinéma 1986 : Oscar du meilleur scénario original, conjointement avec William Kelley et Earl W. Wallace